# Bajajka (Dobromilice)
Bajajka je částečně zničená samota v katastru obce Dobromilice. V současnosti stojí už jen jedna z původních pěti budov.

## Poloha
Samota leží 1 km jihozápadně od Pivína u silnice z Výšovic do Němčic na Hané.